# The Pirates of Penzance

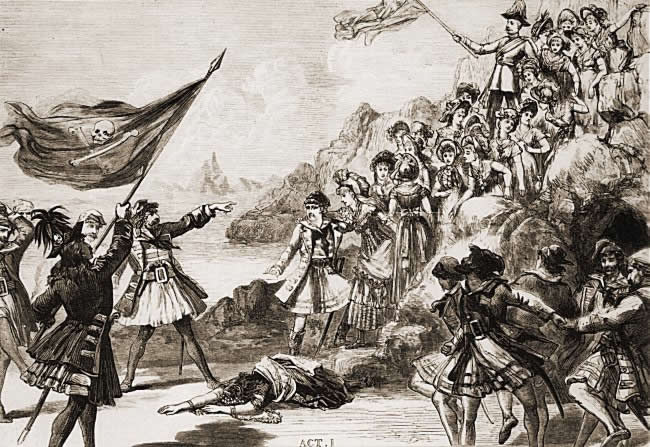
Teckning till finalen till akt I.

The Pirates of Penzance; or, The Slave of Duty (svenska: Piraterna från Penzance) är en komisk operett i två akter med musik av Arthur Sullivan och libretto av W.S. Gilbert. Den hade premiär på Fifth Avenue Theatre i New York den 31 december 1879 och togs emot väl av både publik och kritiker. Premiären i London ägde rum den 3 april 1880 på Opera Comique, där den spelades 363 gånger.
Handlingen rör sig kring den 21-årige Frederic, som precis har blivit fri från sitt lärlingskap hos några godhjärtade pirater. Han möter döttrarna till generalmajoren Stanley, varav den ena, Mabel, blir hans hjärtans kär. Snart får Frederic emellertid reda på att han föddes den 29 februari, så tekniskt sett infaller hans födelsedag endast då det är skottår. Hans kontrakt stipulerar att han förblir lärling hos piraterna till sin "21:e födelsedag", vilket innebär att han måste tjäna i ytterligare 63 år. Bunden av sin egen lojalitet är Frederics enda tröst att Mabel går med på att troget vänta på honom.
Pirates var det femte samarbetet mellan Gilbert och Sullivan och innehöll det mycket parodierade "Major-General's Song". Operetten framfördes i mer än ett sekel av D'Oyly Carte Opera Company i Storbritannien och av andra teaterkompanier över hela världen. Bland moderna uppsättningar ingår Joseph Papps 1981-Broadwayuppsättning, vilken spelades 787 gånger och som vann en Tony Award för "Bästa nypremiär av musikal", och en filmatisering 1983: The Pirates of Penzance. Pirates har behållit sin popularitet genom tiderna och räknas vid sidan av Mikadon och H.M.S. Pinafore som en av de mest framförda verken av Gilbert och Sullivan.

## Bakgrund

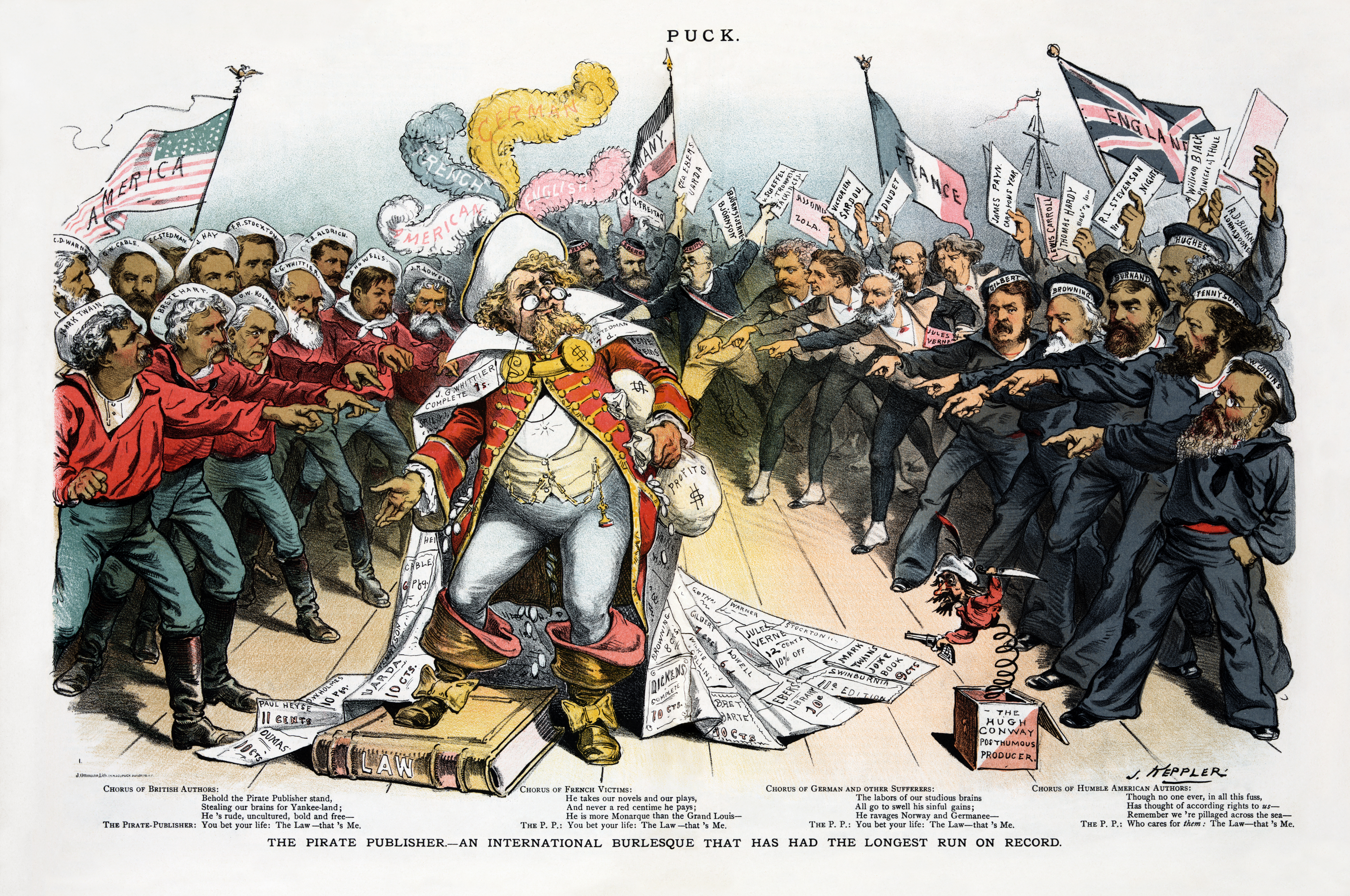
The Pirate Publisher – An International Burlesque that has the Longest Run on Record, från Puck, 1886: Gilbert kan ses som en av de brittiska författare vars verk blir stulna av piratförlag.

The Pirates of Penzance var det enda verk av Gilbert och Sullivan som hade sin officiella premiär i USA. Vid tiden saknade amerikansk lag upphovsrättsligt skydd för utlänningar. Efter att parets föregående operett, H.M.S. Pinafore, hade åtnjutit stor succé i London 1878, satte ungefär 150 amerikanska teatersällskap snabbt upp olagliga uppsättningar vilka ofta tog sig avsevärda friheter med texten och inte betalade några royalties till upphovsmännen. Gilbert och Sullivan hoppades kunna förekomma vidare "piratcopyright" genom att iscensätta sin nästa operett i Amerika, innan andra kunde kopiera den, och att försena publiceringen av musiken och librettot. De lyckades behålla inkomsterna från den första amerikanska uppsättningen av The Pirates of Penzance genom att själva sätta upp den på Broadway före premiären i London, och de ordnade även framgångsrika turnéer runt USA av Pirates och Pinafore. Men tio år senare misslyckades Gilbert, Sullivan och deras producent Richard D'Oyly Carte med att kontrollera copyrighten till de amerikanska uppsättningarna av Pirates och deras andra operetter.
Berättelser och pjäser om pirater var allmänt förekommande under 1800-talet. Walter Scotts The Pirate (1822) och James Fenimore Coopers The Red Rover var huvudsakliga förebilder för den romantiserade, stilige bilden av piraten och idén med ångerfulla pirater. Både Gilbert och Sullivan hade parodierat dessa idéer i sina tidigare verk. Sullivan hade skrivit en komisk opera med titeln The Contrabandista 1867 om en olycklig brittisk turist som tillfångatogs av banditer och tvingades bli deras ledare. Gilbert hade skrivit flera komiska verk om pirater eller banditer. I Gilberts opera Princess Toto från 1876 är titelrollen angelägen att bli fångad av en rövarledare. Gilbert hade översatt Jacques Offenbachs operett Frihetsbröderna 1871. Liksom Frihetsbröderna behandlar The Pirates of Penzance det absurda i att se på stöld som en professionell karriär med lärlingskap.

### Ursprung
Medan Pinafore ännu spelades för fullt på Opera Comique i London var Gilbert angelägen om att starta sin och Sullivans nästa operett och han började arbeta på librettot i december 1878. Han återanvände flera delar av sin enaktare Our Island Home från 1870, vilken hade introducerat "piratledaren" kapten Bang. Bang blev av misstag antagen som lärling hos ett piratband av sin döva amma. Liksom Frederic i The Pirates of Penzance hade Bang aldrig sett en kvinna förut och närde en stark pliktkänsla tills hans tjugoförsta födelsedag befriade honom från sina åtaganden. Bernard Shaw ansåg att Gilbert använde sig av idéer från Frihetsbröderna till sitt nya libretto, inklusive de affärsmässiga banditerna och den fumlige polisen. I akt II satte Gilbert och Sullivan också in en idé som de först hade tänkt sig för en enaktsparodi 1876 om tjuvar som träffar på polisen medan deras konflikt inte tilldrar sig uppmärksamheten hos den omedvetne fadern till en stor familj av flickor. Liksom i Pinafore fanns det "ett ordrikt självbeskrivande stycke för Stanley ["The Major-General's Song"], som presenterade honom på samma sätt som Sir Joseph Porter hade gjort ... ett lugubert komiskt nummer för polischefen --- en bekännelsessång för Ruth, efterföljaren till Little Buttercup", romantiskt material för Frederic och Mabel, samt "ensemble och körmusik ömsom vackert, parodiskt och eteriskt."
Gilbert, Sullivan och Richard D'Oyly Carte möttes den 24 april 1879 för att planera en uppsättning av Pinafore och den nya operetten i Amerika. Carte reste till New York sommaren 1879 och gjorde upp med teatermanagern John T. Ford att på Fifth Avenue Theatre framföra operetten. Sedan återvände han till London. Under tiden, när väl Pinafore hade blivit en succé i London, hade författaren, kompositören och producenten uppnått de ekonomiska framgångarna att själva producera sina shower och de gjorde upp planer att frigöra sig från sina ekonomiska fordringsägare i "Comedy Opera Company". Carte skapade ett nytt samarbete med Gilbert och Sullivan där inkomsterna skulle fördelas rättvist sinsemellan efter att alla kostnader var betalda.
I november 1879 seglade Gilbert, Sullivan och Carte till Amerika tillsammans med en grupp sångare för att framföra både Pinafore och den nya operetten. I ensemblen fanns J. H. Ryley som Sir Joseph, Blanche Roosevelt som Josephine, Alice Barnett som Little Buttercup, Furneaux Cook som Dick Deadeye, Hugh Talbot som Ralph Rackstraw och Jessie Bond som Cousin Hebe, varav några av dem hade spelat Pinafore i London. Utöver dessa återfanns några amerikanska sångare såsom Signor Brocolini som Captain Corcoran. Alfred Cellier medföljde för att assistera Sullivan, medan hans broder François Cellier stannade kvar i London för att dirigera Pinafore där. Gilbert och Sullivan valde ut begåvade skådespelare som inte var välkända namn och som inte krävde höga gager. Därefter skräddarsydde de uppsättningarna till var och ens förutsättningar. Skickligheten med vilken Gilbert och Sullivan använde sina sångare hade effekt på publiken: som kritikern Herman Klein skrev, "i hemlighet förundrades vi över den naturlighet och lätthet som [de Gilbertiska kvickheterna och absurditeterna] sades och gjordes. Tills nu har inte en levande själ på scen visat upp sådana konstiga, excentriska, men ändå djupt mänskliga varelser .... [De] manade fram en dittills okänd komisk värld av pur glädje." Gilbert verkade som regissör av sina egna pjäser och operetter. Han eftersträvade naturalism i skådespeleriet, vilket på den tiden var ovanligt, precis som han kämpade för realistiska effekter. Han fjärmade sig från självmedveten interaktion med publiken och insisterade på en spelstil där karaktärerna aldrig var medvetna om sina egna absurditeter men sammanhängande som helhet. Sullivan dirigerade repetitionerna.
Sullivan hade gjort skisser för musiken till Pirates i England. När han anlände till New York upptäckte han att han hade glömt kvar skisserna till akt I i England och han fick återskapa första akten ur minnet eller komponera nya nummer. Flera år senare berättade Gilbert för en journalist att han inte hade kommit ihåg musiken till entrén av kvinnokören, så de ersatte den med kören "Climbing over rocky mountain" från deras tidigare operett Thespis. Sullivans manuskript till Pirates innehåller sidor tagna från Thespis med sångpartierna från kören ändrade från det ursprungliga arrangemanget för en fyrstämmig kör. Några forskare (till exempel Tillett och Spencer, 2000) har föreslagit att Gilbert och Sullivan hela tiden hade planerat att återanvända "Climbing over rocky mountain," och kanske även andra delar från Thespis. De hävdar att Sullivans tilltag att ta med det opublicerade manuskriptet till Thespis ända till New York vid en tidpunkt då det inte existerade några planer att sätta upp Thespis inte kan ha skett av en slump. Hur som helst skrev Sullivan den 10 december 1879 ett brev till sin moder angående den nya operetten vilken han arbetade hårt med i New York. "Jag tror det kommer bli en stor succé, ty den är utsökt roligt och musiken är påtagligt melodiös och medryckande." Som så ofta i skapandet av sina operetter sköt Sullivan upp skrivandet av ouvertyren till sista minuten. Han skissade ofta upp den och överlämnade fullbordandet av "detaljerna" till en assistent, i detta fallet kompaniets dirigent Alfred Cellier.
Pinafore hade premiär i New York den 1 december 1879 och spelades månaden ut. Efter en förhållandevis bra första vecka sjönk publiktalet kraftigt då de flesta New Yorkbor redan hade sett lokala uppsättningar av Pinafore. Under tiden skyndade Gilbert och Sullivan att slutföra och repetera  The Pirates of Penzance. Verkets titel är ett skämt med flera lager. Å ena sidan var Penzance en fridfull kuststad där man 1879 inte kunde förvänta sig att möta pirater. Å andra sidan var titeln en fingervisning till alla "teaterpirater" som hade satt upp olagliga uppsättningar av H.M.S. Pinafore i Amerika. För att försäkra sig om den brittiska copyrighten gav D'Oyly Carte turnésällskap en rutinmässig uppsättning av Pirates på eftermiddagen före premiären i New York. Det skedde på Royal Bijou Theatre i Paignton i Devon under ledning av Helen Lenoir, som senare skulle gifta sig med Richard D'Oyly Carte. Ensemblen som spelade Pinafore på kvällarna i Torquay, fick delar av musiken till Pirates endast två dagar på förhand. Efter endast en repetition reste de till det närbelägna Paignton för matinén, där de läste sina roller från rollhäften de hade med på scenen och med kostymer de hade från andra uppsättningar.

### Originaluppsättning

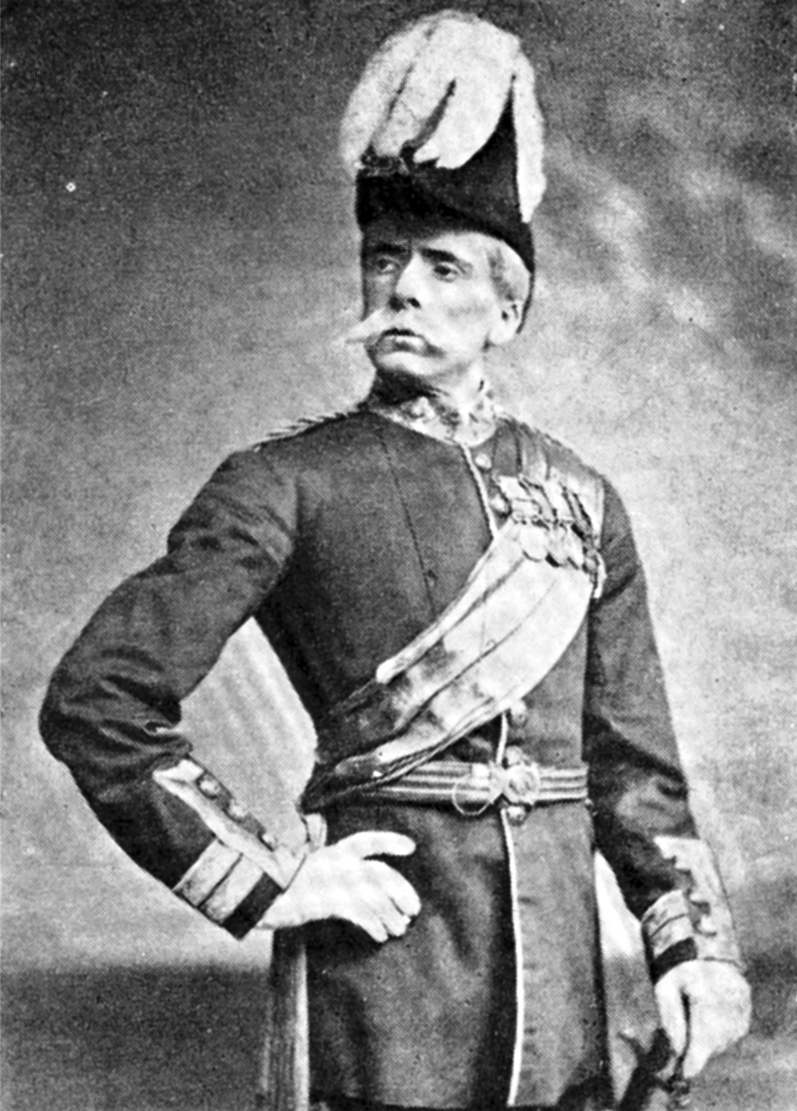
George Grossmith som General Stanley, iförd Wolseleys karaktäristiska mustasch.

Pirates hade premiär den 31 december 1879 i New York och blev en stor succé från start. Den 2 januari 1880 skrev Sullivan i ytterligare ett brev från New York till sin moder: "Librettot är genialt, fyndigt, delvis vansinnigt roligt och ibland briljant i dialogen - vackert skrivet för musik, såsom allt som Gilbert gör ... Musiken är oändligt mycket mer överlägsen den i Pinafore - 'melodirik' och mer utvecklad, på det hela av en högre klass. Jag tror att den med tiden kommer bli mycket populär." Kort därefter skickade Carte ut tre turnésällskap över Amerikas östkust och Midwest för att spela Pirates och Pinafore. Sullivans förutsägelse var korrekt. Efter en lång speltid och New York och flera turnéer öppnade Pirates i London den 3 april 1880 där den framfördes 363 gånger. Den har förblivit en av de mest populära verken av G&S. Dekoren i London var designad av målaren John O'Connor.
Kritikernas recensioner var överlag positiva både i New York och London. Rollfiguren Major-General Stanley var vida sedd som en karikatyr av den populäre generalen Sir Garnet Wolseley. Biografiförfattaren Michael Ainger tvivlar emellertid på att Gilbert avsåg att karikera Wolseley och pekar i stället ut General Henry Turner, farbror till Gilberts hustru, som modellen för "modern Major-General". Gilbert avskydde Turner, som till skillnad från den progressive Wolseley, tillhörde de gammaldags officerarna. Hur som helst imiterade George Grossmith Wolseleys manér och uppträdande i Londonuppsättningen, särskilt med hans stora mustasch och publiken kände igen likheten. Enligt Wolseleys biografi tog han inte åt sig av karikatyren och sjöng ibland "I am the very model of a modern Major-General" för att glädja sin familj och vänner.

## Personer
- Generalmajor Stanley (komisk baryton)
- Piratkungen (basbaryton)[50]
- Samuel, hans löjtnant (baryton)
- Frederic, piratlärling (tenor)
- Polisbefälet (bas)[50]

General Stanleys döttrar
- Mabel (sopran)
- Edith (mezzosopran)
- Kate (mezzosopran)
- Isabel (talroll)

- Ruth, en pirathusa (kontraalt)
- Kör av pirater, poliser och General Stanleys döttrar

## Handling
Akt I

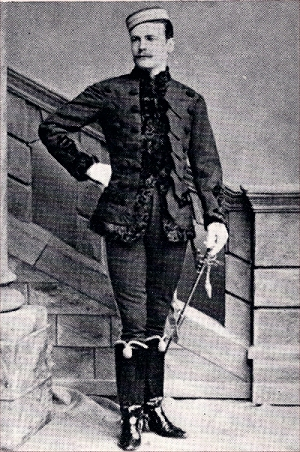
George Power, den förste Frederic i London.

Vid Cornwalls kust, under drottning Victorias regeringstid, firar Frederic sin tjugoförsta födelsedag och därmed slutet på sin lärlingstid hos ett trevligt piratband ("Pour, oh pour the pirate sherry"). Piraternas hushållerska Ruth kommer in och avslöjar att hon som Frederics barnsköterska gjorde ett misstag "då hon hörde illa": Hon hörde fel på Frederics pappas instruktioner och lärde upp honom som pirat i stället för lots (på engelska "Maritime pilot") ("When Frederic was a little lad").
Frederic har aldrig sett någon annan kvinna än Ruth och han finner henne tilldragande. Piraterna vet bättre och föreslår att Frederic tar med sig Ruth när han återvänder till civilisationen. Trots att det smärtar honom tillkännager Frederic att hans plikttrogenhet tvingar honom, nu när hans lärlingskap är över, att helhjärtat ägna sig åt att utrota alla pirater. Han påpekar också att de inte är några framgångsrika pirater: då de alla är föräldralösa skonar de alla som också är det. Frederic noterar att snacket går om detta till den grad att tillfångatagna manskap rutinmässigt hävdar att de är föräldralösa. Frederic uppmanar piraterna att ge upp sitt gamla liv och följa med honom så han inte behöver förgöra dem, men piratkungen säger att piratlivet är hedersamt ("Oh! better far to live and die"). Piraterna går iväg och lämnar Frederic och Ruth ensamma. Frederic ser en grupp vackra flickor närma sig pirathålan. Han inser att Ruth har misslett honom angående sitt utseende ("Oh false one! You have deceived me!"). Han skickar iväg henne och gömmer sig innan flickorna kommer närmare.
Flickorna brister ut i lyckorop över den hemliga platsen ("Climbing over rocky mountain"). Frederic stiger fram ("Stop, ladies, pray!"). Han ber dem hjälpa honom bli en god människa ("Oh! is there not one maiden breast?"). Flickorna fascineras av honom men alla nekar hjälpa honom, utom en: Mabel lovar hjälpa honom och bannar sina systrar för deras brist på välgörenhet ("Oh sisters deaf to pity's name for shame!"). Hon erbjuder Frederic sin sympati ("Poor wand'ring one") och de två förälskar sig i varandra. De andra flickorna diskuterar huruvida de ska tjuvlyssna eller lämna paret ensamma ("What ought we to do?"). De bestämmer sig för att "prata om vädret", men kastar dolda blickar på det förälskade paret ("How beautifully blue the sky").
Frederic varnar flickorna att hans gamla kumpaner snart kommer ("Stay, we must not lose our senses"), men innan de hinner fly kommer piraterna och fångar flickorna i syfte att gifta sig med dem ("Here's a first rate opportunity"). Mabel varnar piraterna att flickornas fader är generalmajor ("Hold, monsters!"). Han kommer in och presenterar sig ("I am the very model of a modern Major-General"). Han vädjar till piraterna att inte ta hans döttrar och lämna honom ensam på sin ålders höst. Efter att ha hört talas om de berömda piraterna i Penzance låtsas han vara föräldralös för att väcka deras sympati ("Oh, men of dark and dismal fate"). De veka piraterna friger flickorna ("Hail, Poetry!") och utropar generalmajoren och hans döttrar till hedersmedlemmar av piratbandet ("Pray observe the magnanimity").
Akt II
Generalmajoren sitter i en kapellruin på sin egendom omgiven av sina döttrar. Hans samvete grumlas av lögnen som han berättade för piraterna och flickorna försöket trösta honom ("Oh dry the glist'ning tear"). Polischefen och hans mannar anländer för att meddela att de är beredda att arrestera piraterna ("When the foeman bares his steel"). Flickorna uttrycker högljutt sin beundran för poliserna som troligtvis väntas bli slaktade av den grymma och skoningslösa fienden. Polisen blir orolig och går motvilligt därifrån.

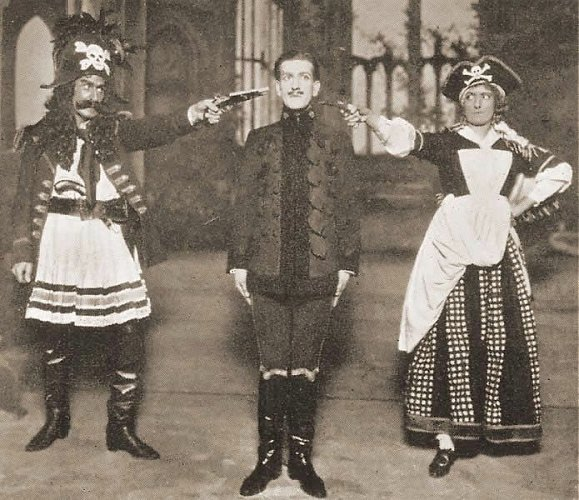
"Have mercy on us!"

Ensam kvar begrundar sina möjligheter att sona sitt liv som pirat ("Now for the pirates' lair"). Han träffar på Ruth och piratkungen. De har insett att kontraktet som Frederic skrev under som lärling band honom till piraterna till hans tjugoförsta födelsedag - och då hans födelsedag infaller den 29 februari (skottår) innebär det att endast fem födelsedagar har passerat ("When you had left our pirate fold") och han kommer inte fira sin tjugoförsta födelsedag förrän han är över 80 år. Frederic inser logiken och går med på att förena sig med piraterna igen. Nästa steg blir att informera piratkungen om generalmajorens lögn. Piratkungen kungör att piraternas "hämnd kommer bli snabb och fruktansvärd" ("Away, away, my heart's on fire").
Frederic möter Mabel ("All is prepared") och hon ber honom att stanna ("Stay Frederic, stay"), men han känner sig bunden av sin plikt till piraterna ända tills hans 21:a födelsedag - 1940. De lovar vara trogna varandra hela tiden, även om Mabel "tycker det verkar vara så långt" ("Oh, here is love, and here is truth"); Frederic går iväg. Mabel stålsätter sig ("No, I'll be brave") och säger till polisen att de måste möra piraterna ensamma. De roar sig över tanken att en laglös kan vara lik andra män och att det är synd och skam att ta ifrån honom "den friheten som är oss alla kär" ("When a felon's not engaged in his employment"). Polisen gömmer sig när de hör piraterna nalkas ("A rollicking band of pirates we"). De har kommit för att hämnas generalmajorens lögn ("With cat-like tread").
Just då kommer generalmajoren in, sömnlös av ånger, och piraterna gömmer sig ("Hush, hush! not a word") medan generalmajoren lyssnar till den milda brisen ("Sighing softly to the river"). Flickorna kommer in. Piraterna hoppar fram för att fånga dem och polisen rusar fram till deras beskydd; men polisen blir lätt övermannade; och piratkungen säger till den tillfångatagne generalmajoren att förbereda sig för döden. Polischefen har ett ess kvar i rockärmen: han begär att piraterna svär "vid drottning Victorias namn"; och piraterna övermannas av lojalitet gentemot sin drottning och gör så. Ruth kommer in och berättar att piraterna är "alla fina män som hamnat snett". Generalmajoren imponeras och alla blir förlåtna. Frederic och Mabel återförenas, och generalmajoren är lycklig över att gifta bort sina döttrar med de före detta piraterna ("Poor Wand'ring Ones" (reprise)).

## Sångnummer
- Ouvertyr ("With cat-like tread", "Ah, leave me not to pine", "Pray observe the magnanimity", "When you had left our pirate fold", "Climbing over rocky mountain", och "How beautifully blue the sky")

Akt 1
- 1.  "Pour, oh pour, the pirate sherry" (Samuel och piratkören)
- 2.  "When Fred'ric was a little lad" (Ruth)
- 3.  "Oh, better far to live and die ...I am a pirate king!" (Piratkungen och piratkören)
- 4.  "Oh! false one, you have deceiv'd me" (Frederic och Ruth)
- 5.  "Climbing over rocky mountain" (Damkören)
- 6.  "Stop, ladies, pray" (Edith, Kate, Frederic och damkören)
- 7.  "Oh, is there not one maiden breast?" (Frederic och damkören)
- 8.  "Poor wandering one" (Mabel och damkören)
- 9.  "What ought we to do?" (Edith, Kate och damkören)
- 10. "How beautifully blue the sky" (Mabel, Frederic, och damkören)
- 11. "Stay, we must not lose our senses" ... "Here's a first-rate opportunity to get married with impunity" (Frederic samt dam- och piratkören)
- 12. "Hold, monsters" (Mabel, Major-General, Samuel och kör)
- 13. "I am the very model of a modern Major-General" (Generalmajoren och kör)
- 14. Final, akt I (Mabel, Kate, Edith, Ruth, Frederic, Samuel, King, Generalmajoren och kör)
  - "Oh, men of dark and dismal fate"
  - "I’m telling a terrible story"
  - "Hail, Poetry"
  - "Oh, happy day, with joyous glee"
  - "Pray observe the magnanimity"

Akt 2
- 15. "Oh, dry the glist'ning tear" (Mabel och damkören)
- 16. "Then, Frederic, let your escort lion-hearted" (Frederic och Generalmajoren)
- 17. "When the foeman bares his steel" (Mabel, Edith, Polisbefälet, samt polis- och damkören)
- 18. "Now for the pirates' lair!" (Frederic, Ruth och Kungen)
- 19. "When you had left our pirate fold" (Ruth, Frederic och Kungen)
- 20. "Away, away! My heart's on fire!" (Ruth, Frederic och Kungen)
- 21. "All is prepar'd; your gallant crew await you" (Mabel och Frederic)
- 22. "Stay, Fred'ric, stay" ... "Oh, here is love, and here is truth" (Mabel och Frederic)
- 23. "No, I'll be brave" ... "Though in body and in mind" (Repris av "When the foeman bares his steel") (Mabel, Polisbefälet och poliskören)
- 23a. "Sergeant, approach!" (Mabel, och poliskören)
- 24. "When a felon's not engaged in his employment" (Polisbefälet och poliskören)
- 25. "A rollicking band of pirates we" (Polisbefälet samt pirat- och poliskören)
- 26. "With cat-like tread, upon our prey we steal" (Samuel och pirat- och poliskören)
- 27. "Hush, hush, not a word!" (Frederic, Kungen, Generalmajoren samt pirat- och poliskören)
- 28. Final, akt II
  - "Sighing softly to the river"
  - "Now what is this, and what is that?"
  - "Frederic here! Oh, joy! Oh, rapture!"
  - "With base deceit you worked upon our feelings!"
  - "You/We triumph now"
  - "Away with them, and place them at the bar!"
  - "Poor wandering ones!"

## Kritiskt mottagande
Kritikernas notiser var i allmänhet goda i både New York och London 1880. I New York ägnade både New York Herald och New York Tribune avsevärt utrymme för sina recensioner. Herald antog ståndpunkten att "det nya verket är i varje aspekt överlägset Pinafore, texten är mer humoristisk, musiken mer elegant och mer utarbetat." Tribune kallade den "en briljant och fullständig succé" med tillägget: "Humorn i Pirates är rikare, men mer dunkel. Den kräver mer koncentration angående orden [men] det finns stora lager av fyndighet och komik ... Musiken är fräsch, klar, elegant och glad, och mycket av den tillhör en högre konstordning än de flesta melodierna i Pinafore." The New York Times hyllade också verket och skrev "det kommer bli omöjligt för en inbiten misantrop att avstå att glädjas över den", även om tidningen tvivlade på om Pirates kunde upprepa den föregående succén med Pinafore.
Efter Londonpremiären var den allmänna kritiken, ledd av teatertidningen The Era, att det nya verket utgjorde en distinkt förbättring i jämförelse med Gilbert och Sullivans tidigare verk. The Pall Mall Gazette sa: "Angående Mr. Sullivans musik måste vi tala i detalj en annan gång. För närvarande är det tillräckligt att säga att i den nya stil som han har utmärkt sig i är det det bästa han har skrivit." The Graphic skrev:
Ingen annan kompositör kan mäta sig med Mr Gilberts krav som Mr Sullivan och vice versa är det lika sant. Man skulle kunna tro att texten och musiken var ur samma källa, så nära och tätt är de sammanvävda. Bortsett från detta antagande är musiken till 'The Pirates of Penzance' något som Mr Sullivan måste ha lagt ner mycket omtanke i, ty oberoende av dess konstanta melodiflöde är den skrivet helt igenom för röster och instrument med den största omsorg och ämnet är en kabinettminsiter av ytterst utsökta proportioner. ---  Att 'Pirates' är ett klart framsteg i jämförelse med dess föregångare, från Trial by Jury till H.M.S. Pinafore kan inte förnekas; den innehåller mer variation, markerade karaktärer, omsorgsfull yrkesskicklighet och är faktiskt en mer fulländad artistisk bedrift --- en briljant succé.
Det förekom några negativa kommentarer: The Manchester Guardian ansåg att både författaren och kompositören hade dragit nytta av sina föregångare: "Mr Gilbert ... verkar ha lånat en idé från Sheridans The Critic; Mr. Sullivans musik är sprudlande, sångbar och full av 'go', även om den sannerligen saknar originalitet." The Sporting Times noterade: "Det verkar inte ha slagit någon kritiker att den centrala idén i The Pirates of Penzance är hämtad från Our Island Home, vilken spelades av German Reeds ett tiotal år tillbaka." The Times tyckte att Gilberts vitsighet skuggade hans dramatiska ådra och Sullivans musik i det nya verket inte var lika bra som det till The Sorcerer, vilken kritikern i Times hade kallat ett mästerverk.

## Musikanalys
Ouvertyren till The Pirates of Penzance komponerades av Sullivan och hans musikassisten Alfred Cellier. Den följer mönstret till de flesta av Savoyoperornas ouvertyrer: en livlig inledning (melodin till "With cat-like tread"), ett långsamt mittenparti ("Ah, leave me not to pine alone") och ett avslutande allegro i en komprimerad sonatform, i vilket teman till "How beautifully blue the sky" och "A paradox, a paradox" blandas.

### Parodi
I musiken finns parodier på flera kompositörer, mest noterbart Verdi. "Come, friends, who plough the sea" och "You triumph now" är burlesker på Trubaduren och ett av de välkända körpartierna i finalen till akt I, "Hail Poetry", är enligt Sullivanforskaren Arthur Jacobs en burlesk på bönscenen "La Vergine degli Angeli" i Verdis La forza del destino. Men en annan musikforskare, Nicholas Temperley skriver: "Körutbrottet 'Hail, Poetry' i The Pirates of Penzance skulle med ytterst lite ändring förvandlas till en stråkkvartett av Mozart." Ett annat välkänt parodinummer är koloratursången "Poor wand'ring one", vilken vanligtvis anses som en burlesk till Gounods valssånger, även om musikkritikern i The Times kallade den för "oäkta-Donizetti". I en scen i akt II tilltalar Mabel polisen, som sjunger sitt svar liknande en anglikansk gudstjänst.
Sullivan lyckades även parodiera två kompositörer på en gång. Kritikern Rodney Milnes beskriver Generalmajorens sång i akt II "Sighing softly to the river" som "helt klart inspirerad av - och verkligen värdig - Sullivans hjälte Schubert" och Amanda Holden talar om sångens "Schubertianskt vattendroppande ackompanjemang", men tillägger att den samtidigt parodierar Verdis Trubaduren, med solistens omedvetenhet om att en manskör sjunger bakom honom.

### Tungvrickare,kontrapunktoch texttonsättning
I sin position som musikkritiker hade Shaw skrivit om tungvrickare och prisade "den muntra melodin som Sir Arthur Sullivan, efter exempel från Mozart och Rossini, valde till Generalmajorens meritlista i Pirates eller Översten i Patience."
Operetten innehåller två välkända exempel på Sullivans karaktäristiska kombination av två till synes disparata melodier. Jacobs föreslår att Berliozs La Damnation de Faust, en stor favorit i Sullivans formativa år, kan ha stått modell för Sullivans sedvanliga blandning av kvinnokören i akt I ("How beautifully blue the sky") i 2/4-takt med kärleksduetten i valstakt. Jacobs skriver att "hela numret [växlar] med Schubertskt enkelhet från B till G och tillbaka igen." I akt II kombineras en dubbelkör med polisernas envisa melodi "When the foeman bares his steel" och den stigande raden för kvinnorna, "Go, ye heroes, go to glory". När det gällde att omarbeta det fyrdelade körnumret "Climbing over rocky mountain" från Thespis till Pirates gjorde sig Sullivans inget vidare besvär: han skrev endast en vokalrad, avsedd för kvinnoröster. Trots detta slutar numret med ett annat exempel på Sullivans kontrapunkt, då kören sjunger den andra melodin ("Let us gaily tread the measure") medan orkestern spelar den första ("Climbing over rocky mountain").
Sullivan skrev avancerad musik för sopranen som sjöng Mabel. Sullivanforskaren Gervase Hughes skrev: "Mabel ... måste vara en koloratur på grund av 'Poor wand'ring one!', ändå kräver 'Dear father, why leave your bed' stadig skönhetssång från oktav F till F, och 'Ah, leave me not to pine' går till och med en ters ner." I The Music of Arthur Sullivan (1959) citerar Hughes fyra utdrag från Pirates och säger att om var och en avlyssnades ur sin kontext skulle man kunna härleda dem till Schubert, Mendelssohn, Gounod eller Bizet, "men om man fick veta sanningen skulle man ha sparkat sig själv för att inte ha känt igen Sullivans hand i alla fyra." Hughes avslutar med att citera inledningstakterna till "When a felon's not engaged in his employment" och tillägger "Det kan inte finnas några tvivel vem som har skrivet det och den är lika engelsk som vår underbara polis i egen hög person."

## Versioner

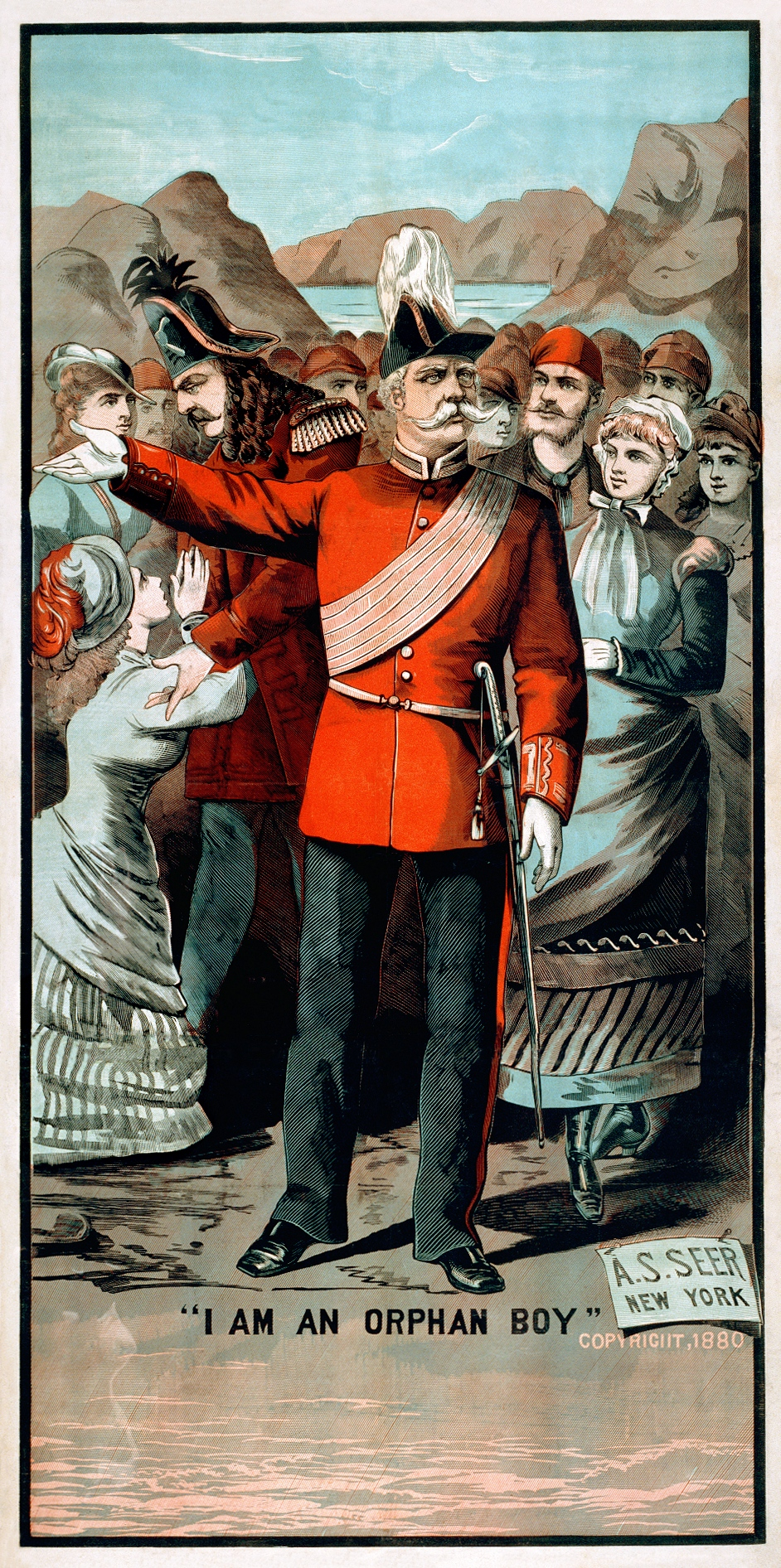
Affisch 1880

Eftersom verket hade premiär på tre olika platser (i Paignton och de fullständiga uppsättningarna i New York och London) existerar det fler variationer i de tidiga libretton och partituren till The Pirates of Penzance än i andra verk av Gilbert och Sullivan. Sånger som skickades från New York till D'Oyly Carte-turnén i England för premiären i Paignton ändrades eller ströks under repetitionerna på Broadway. Gilbert och Sullivan trimmade verket till Londonpremiären och Gilbert gjorde ytterligare ändringar ända fram till nypremiären på Savoy 1908. Till exempel: tidiga versioner beskriver Piratkungen som piratbandets tjänare och orden till öppningskören var "Pour, O King, the pirate sherry". I New York-uppsättningen åsamkade Ruths upptäckt att piraterna är "alla gentleman som kommit snett" följande replikväxling (erinrande en beröm passage i H.M.S. Pinafore):
| GENERALEN, POLISEN & FLICKORNA: | What, all noblemen? |
| KUNGEN & PIRATERNA:             | Yes, all noblemen!  |
| GENERALEN, POLISEN & FLICKORNA: | What, all?          |
| KUNGEN:                         | Well, nearly all!   |

| ALLA: | . . . They are nearly all noblemen who have gone wrong. Then give three cheers, both loud and strong, For the twenty noblemen who have gone wrong.... |

I originaluppsättningen i London kortades passagen till:
| FLICKORNA: | Oh spare them! They are all noblemen who have gone wrong. |
| GENERALEN: | What, all noblemen?                                       |
| KUNGEN:    | Yes, all noblemen!                                        |
| GENERALEN: | What, all?                                                |
| KUNGEN:    | Well, nearly all!                                         |

Gilbert tog bort passagen till nypremiären 1900. Till nypremiären 1908 lät Gilbert piraterna ropa "in good King Edward's name". Trots Helen Cartes upprepade önskningar gjorde Gilbert aldrig någon auktoriserad version av texterna till operetterna.
Till 1989 års uppsättning restaurerade D'Oyly Carte Opera Company en av originalversionernas final, vilken slutar med en variation på "I am the very model of a modern major-general", snarare än den sedvanliga reprisen av "Poor wand'ring one", men i senare uppsättningar återgick man till den mer familjära texten.

## Uppsättningshistorik

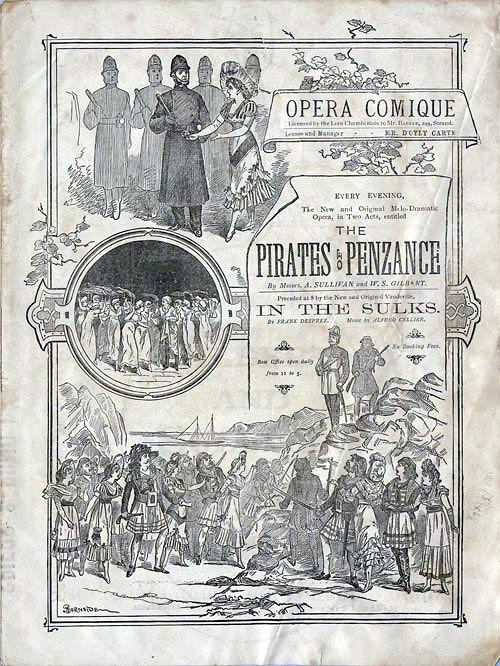
Programframsida från 1881

The Pirates of Penzance har förblivit en av Gilberts och Sullivans meste populära komiska operetter. Efter de unika tredelade premiärerna 1879-80 fick operetten nypremiär i London på Savoy Theatre 1888 och 1900, och till Savoyrepertoaren 1908-09. I de brittiska provinserna turnerade D'Oyly Carte Opera Company nästan konstant mellan 1880 och 1884 och åter 1888. Operetten återkom i D'Oyly Cartes turnérepertoar 1893 och var sedan aldrig borta från scenerna förrän kompaniet stängdes 1982. Nya kostymer designades av Percy Anderson 1919 och George Sheringham 1929. Peter Goffin skapade en ny turnédekor 1957.
Efter premiären i New York 1879 startade Richard D'Oyly Carte fyra kompanier vilka täckte hela USA genom turnéer nästföljande sommar. Gilbert och Sullivan övade med vart och ett av dem under januari och februari 1880 och varje kompanis första föreställning - oavsett om den skedde i Philadelphia, Newark eller Buffalo – dirigerades av kompositören. I Australien ägde dess första föreställning rum den 19 mars 1881 på Theatre Royal i Sydney i regi av J. C. Williamson. År 1880 fanns inga internationella upphovsrättslagar och den första oauktoriserade New York-uppsättningen gavs av Boston Ideal Opera Company på Booth's Theatre i september samma år. Operetten hade premiär i en tysk översättning av Richard Genée och Camillo Walzel (Die Piraten) i Österrike på Theater an der Wien den 1 mars 1889, och i Düsseldorf den 1 december 1936.
Den första icke-D'Oyly Carte professionella uppsättningen i ett land som respekterar Gilberts copyright ägde rum i Stratford i Kanada i september 1961, då upphovsrätten gick ut. 1979 presenterade Gilbert och Sullivan-sällskapet i Torbay en 100-årsjubileumsföreställning på Palace Avenue Theatre.
Det har varit mer än 40 nypremiärer i New York sedan den första premiären. En av dessa, producerad och regisserad av Winthrop Ames 1926 på Plymouth Theatre, spelades mer än 128 gånger och fick bra recensioner. En kortlivad uppsättning på Broadway 1952 med Martyn Green i huvudrollen vann en Tony Award. 
Repertoarsällskap som har satt upp Pirates otaliga gånger på Off-Broadway och på turné i USA är bland andra American Savoyards (1953–67), Light Opera of Manhattan (1968–89) och New York Gilbert and Sullivan Players (1976–nu).
Joseph Papps 1980–83 Pirates spelades i nästan två år på både  Broadway och i West End. Professionella och amatöruppsättningar av operetten fortsätter ständigt. Till exempel satte både Chicago Lyric Opera och English National Opera upp verket 2004, och 2007 gjorde New York City Opera och Opera Australia detsamma. 2013 producerade Scottish Opera en brittisk turnéuppsättning av The Pirates of Penzance i samarbete med stiftelsen D'Oyly Carte Opera Company. Richard Suart spelade Major-General Stanley och Nicholas Sharratt  Frederic.
Följande tabell är en historik över D'Oyly Cartes uppsättningar under Gilberts levnad (turnéer ej inräknade):

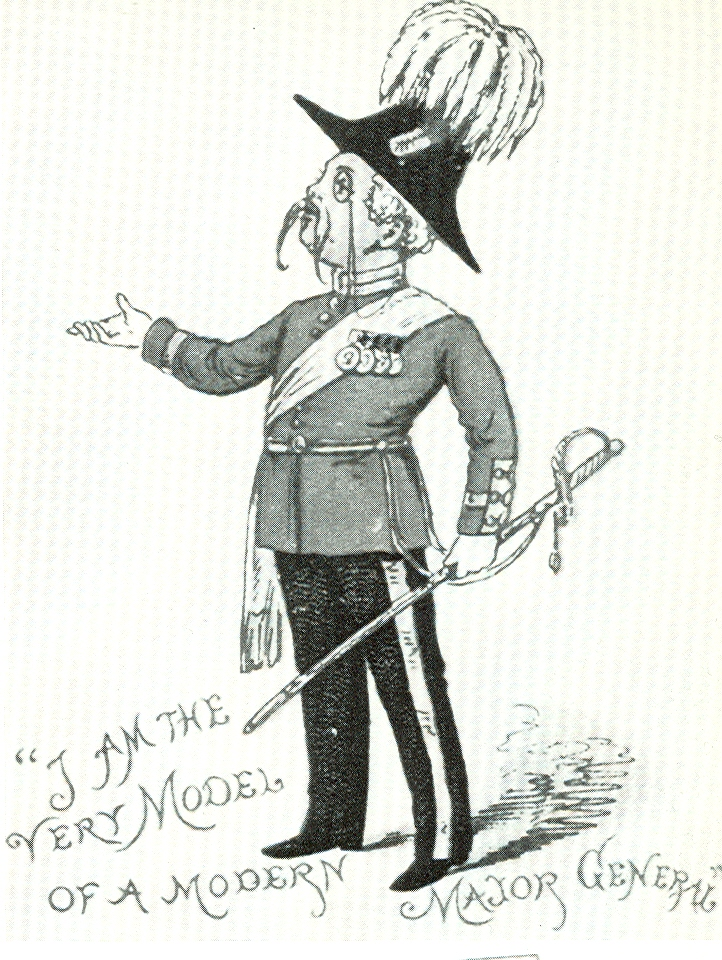
Teckning från programmet till barnens Pirates 1884

| Teater                         | Premiärdatum     | Sista speldag    | Antal | Detaljer |
| ------------------------------ | ---------------- | ---------------- | ----- | --- |
| Bijou Theatre, Paignton        | 30 december 1879 | 30 december 1879 | 1     | Engelsk copyright-föreställning. |
| Fifth Avenue Theatre, New York | 31 december 1879 | 6 mars 1880      | 100   | Spelades ursprungligen i New York. Turné på Östkusten mellan 8 mars och 15 maj. Tre andra turnésällskap spelade i januari och februari 1880. |
| Fifth Avenue Theatre, New York | 17 maj 1880      | 5 juni 1880      | 100   | Spelades ursprungligen i New York. Turné på Östkusten mellan 8 mars och 15 maj. Tre andra turnésällskap spelade i januari och februari 1880. |
| Opera Comique                  | 3 april 1880     | 2 april 1881     | 363   | Originalföreställningen från London. |
| Savoy Theatre                  | 23 december 1884 | 14 februari 1885 | 37    | Barnens Pirates – en serie av matinéer med ungdomar i rollerna.                                                                              |
| Savoy Theatre                  | 17 mars 1888     | 6 juni 1888      | 80    | Första professionella nypremiären. |
| Savoy Theatre                  | 30 juni 1900     | 5 november 1900  | 127   | Andra professionella nypremiären. |
| Savoy Theatre                  | 1 december 1908  | 27 mars 1909     | 43    | Andra Savoy repertoarsäsongen; spelades med fem andra operetter. (Slutdatum gäller hela säsongen.)                                           |

## Diskografi
The Pirates of Penzance har spelats in många gånger och den allmänna uppfattningen är att den har gjorts sig väl på skiva. Den första kompletta inspelningen gjordes 1921 under ledning av Rupert D'Oyly Carte, men med etablerade sångare snarare än ensemblen vid D'Oyly Carte Opera Company. 1929 skrev tidskriften The Gramophone angående en utgåva med huvudsakligen sångare från D'Oyly Carte: "Denna nya inspelning representerar höjdpunkten hittills vad gäller Gilberts och Sullivans operetter. I alla de tidigare Savoyalbumen fanns det enstaka misstag som hindrade en från att ge dem ohejdad ära; men med Pirates är det lyckligtvis annorlunda; från början till slut, och i varje takt, helt enkelt en underbar uppsättning." Bland de senare inspelningarna från D'Oyly Carte Opera Company rankas den från 1968 (med komplett dialog) högst: Gilbert and Sullivan Discography anser: "Denna inspelning är en av D'Oyly Cartes bästa genom tiderna och säkerligen den bästa Pirates" och Penguin Guide to Opera on Compact Disc rekommenderar den också. Så gör även Penguin Guide to Recorded Classical Music vid sidan av Mackerras version från 1993. Musikkritikern Alan Blyth rekommenderar D'Oyly Cartes inspelning från 1990: "en föreställning full av liv vilket endast kan komma från erfarenheten av scenframställningar". Webbsidan Discography nämner även Papps inspelning från 1981 såsom "utmärkt", trots dess oautentiska omorkestrering vilken "ändrade en del av ljudbilden för att attrahera en rockorienterad publik".
Av de tillgängliga videorna föredrar Discography Brent Walker framför Papps version. Nyare uppsättningar har spelats in på video av International Gilbert and Sullivan Festival.
Inspelningar i urval
- 1929 D'Oyly Carte – Dirigent: Malcolm Sargent[105]
- 1957 D'Oyly Carte – New Symphony Orchestra of London; Dirigent: Isidore Godfrey[106]
- 1961 Sargent/Glyndebourne – Pro Arte Orchestra, Glyndebourne Festival Chorus; Dirigent: Sir Malcolm Sargent[107]
- 1968 D'Oyly Carte (med dialog) – Royal Philharmonic Orchestra; Dirigent: Isidore Godfrey[108]
- 1981; 1983 Papp's Pirates (med dialog) – Regissör: Wilford Leach; Musikregissör: William Elliott; Koreograf: Graciela Daniele[109]
- 1982 Brent Walker Productions (med dialog) – Ambrosian Opera Chorus, London Symphony Orchestra; Dirigent: Alexander Faris; Regissör: Michael Geliot[110]
- 1990 New D'Oyly Carte – Dirigent: John Pryce-Jones[111]
- 1993 Mackerras/Telarc – Orkester och kör från Welsh National Opera; Dirigent: Sir Charles Mackerras[112]
- 1994 Essgee Entertainment (videoupptagning) – Regissör och koreograf: Craig Schaefer; Dirigent: Kevin Hocking; Textförfattare: Melvyn Morrow[113]

## Kulturell inverkan

### Major-General's Song

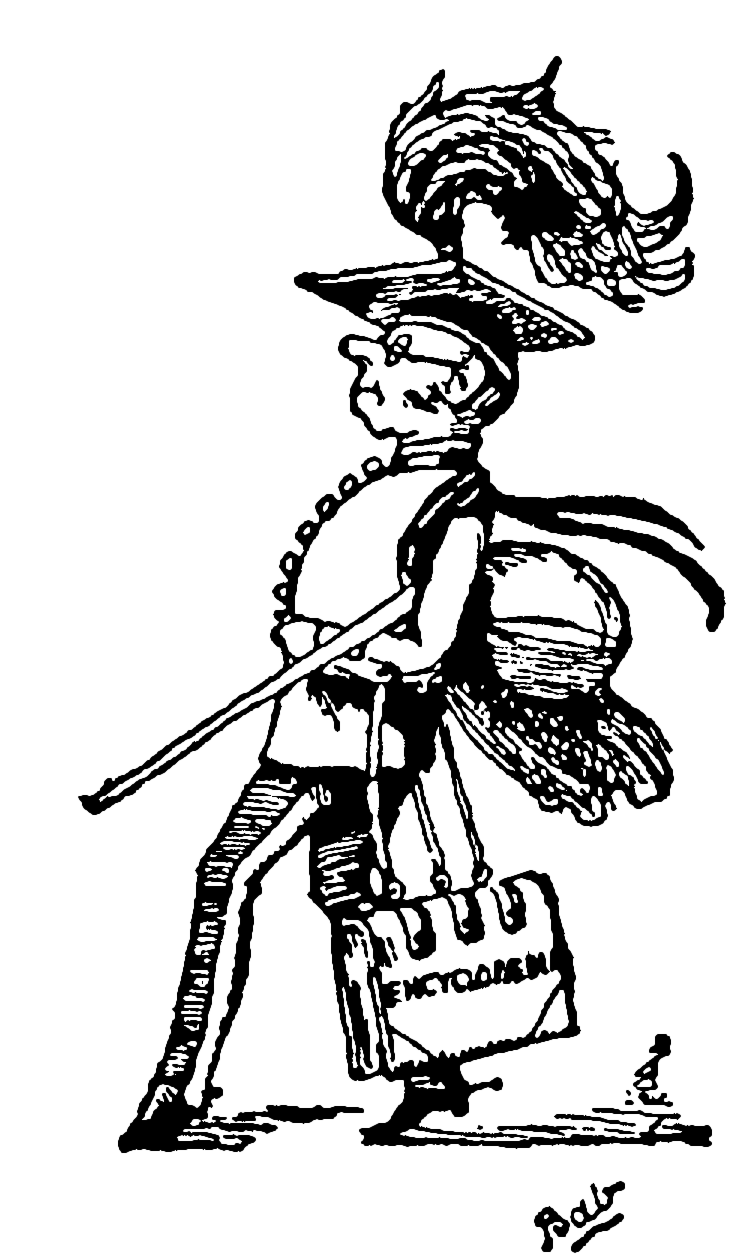
I denna teckning bär Major-General en uppslagsbok.

Pirates är en av Gilbert och Sullivans mest refererade verk. I synnerhet Major-General's Song är ofta parodierad, pastischiserad och använd inom reklam. Parodiversioner har använts som politiska kommentarer och inom underhållningsmedia. Sångens utmanande tungvrickningsmönster har varit en utmaning för komiker; till exempel Tom Lehrers sång "The Elements" och David Hyde Pierces monolog, såsom värd för Saturday Night Live. 2010 släppte komikern Ron Butler en YouTubepastisch av sången som president Obama, vilken (september 2021) har haft mer än 1,9 miljoner visningar.
Andra pastischexampel är versionen i Animaniacs, "I am the very model of a cartoon individual", i episoden "H.M.S. Yakko"; radioprogrammet Doctor Who "I am the very model of a Gallifreyan buccaneer" i Doctor Who and the Pirates; Studio 60 on the Sunset Strip versionen i episoden "The Cold Open" (2006), där ensemblen framför "We'll be the very model of a modern network TV show"; och videospelsversionen i Mass Effect 2, där karaktären Mordin Solus sjunger: "I am the very model of a scientist Salarian".
Sången används ofta inom film och television, i många fall i original, som en karaktärs auditionsprov eller framförd i en "skolpjäs". Exempel på detta finns i VeggieTales episoden "The Wonderful World of Auto-Tainment!"; Frasier episoden "Fathers and Sons"; The Simpsons episoden "Deep Space Homer"; och Galen i dig episoden "Moody Blues", där Paul regisserar en välgörenhetsuppsättning av Penzance med fadern Burt som Major-General. I Mupparna (säsong 3, episod 4) sjunger gästvärden Gilda Radner sången tillsammans med en 2 meter hög talande morot (som en parodi på temat pilot/pirat i Pirates hade Radner utbett sig om att få en talande papegoja (parrot) men i stället fått en morot )carrot). I en episod av Tummen mitt i handen börjar Al Borland sjunga sången när han tror han befinner sig en ljudisolerad studio. I Babylon 5 episoden "Atonement" använder Marcus Cole sången för att driva Dr Stephen Franklin till vansinne under en lång resa till mars.
Exempel på användning av sången inom reklam är Martyn Greens pastisch på sångens uppräkning av alla varianter på Campbell Soup Company och en reklam 2011 från Geico i vilken ett par som vill spara pengar, men fortfarande lyssnar på musikaler, finner en inneboende utklädd till Major-General som pinsamt börjar sjunga sången medan han dansar på bordet. varuhuset Gimbels hade en kampanj där sången började "We are the very model of a modern big department store." I numret "Right Hand Man" från musikalen Hamilton (2015) av Lin-Manuel Miranda refererar George Washington ironiskt till sig själv som "The model of a modern major general" och rimmar "men are all" med "pedestal". Miranda kommenterar: "I always felt like ‘mineral’ wasn't the best possible rhyme."

### Film och television
Andra filmreferenser till Pirates inkluderar Kate & Leopold, där det finns flera referenser däribland en scen i vilken Leopold sjunger "I Am The Very Model of A Modern Major-General" medan han ackompanjerar sig själv på piano; och i Pretty Woman där Edward Lewis (Richard Gere) slätar över en social pinsamhet utförd av den prostituerade Vivian Ward (Julia Roberts), som kommenterar att operan La traviata var så bra att hon nästan "kissade i byxorna" ("peed [her] pants), genom att säga att hon gillade den bättre än The Pirates of Penzance". I Walt Disney's tecknade film Musse, Kalle och Långben: De tre musketörerna (2004) finns det en föreställning av Pirates som blir scen för en hektisk strid mellan musketörerna och Svarte Petter. Sånger från Pirates som sjungs i filmen är "With cat-like tread", "Poor wand'ring one", "Climbing over rocky mountain" och Major-General's song. "Poor wand'ring one" användes i filmen Resan till Amerika. Soundtracket till filmen Handen som gungar vaggan (1992) inkluderar "Poor Wand'ring One" och "Oh Dry the Glistening Tear".
Televisionsreferenser, förutom de ovan nämnde, är bland annat serien Vita huser, där Pirates och andra Gilbert och Sullivan-operetter nämns i flera episoder, särskilt av Deputy Communications Director, Sam Seaborn, som var sekreterare i sin skolas Gilbert och Sullivan-sällskap. I Studio 60 on the Sunset Strip hänger en poster från Pirates på Matt Albies kontorsvägg. Båda TV-serierna var skapade av Aaron Sorkin. I pilotavsnittet av CTV serien Flashpoint (2008) sjunger en polischef och hans kollega polismannens sång. I ett avsnitt av Assy McGee med titeln "Pegfinger" är polisen Sanchezs hustru medlem av ett teatersällskap som framför operetten. I ett avsnitt av den tecknade serien Det susar i säven (1986) med titeln A Producer's Lot framför flera karaktärer en föreställning av Pirates. I ett avsnitt av Family Guy (2005) med titeln "Peter's Got Woods" sjunger Brian Griffin "Sighing Softly" med hjälp av Peter Griffin. I avsnittet "Killer Queen" (2012) framför Peter en gurglande version av Major-General's Song. I ett avsnitt av Criminal Minds (2009) med titeln "The Slave of Duty" citerar Hotch "Oh dry the glist'ning tear". I avsnittet "The Understudy" från Clarissa Explains it All (1992) väljs titelkaraktären ut för att ersätta Mabel i en skoluppsättning av Pirates och är oförberedd när hon ska upp på scen; en scen från Mikadon kan också höras.

### Andra referenser
Ytterligare exempel på referenser till Pirates är en artikel i New York Times den 29 februari 1940 angående att Frederic äntligen var befriad från sitt slavkontrakt. Sex år tidigare (1934) när staden Penzance blev borough fick de ett nytt stadsvapen med en pirat klädd i Gilberts originalkostym, och Penzance hade ett rugbylag som kallades "the Penzance Pirates" men som nu heter Cornish Pirates. 1980 skrev Isaac Asimov novellen "The Year of the Action" som behandlar huruvida handlingen i operetten ägde rum den 1 mars 1873 eller 1 mars 1877 (beroende på om Gilbert hade förutsett att 1900 inte var ett skottår). Handlingen i Laurie R. Kings 2011 roman Pirate King cirklar kring en stumfilmsversion från 1924 av The Pirates of Penzance.
Musiken från kören till "With cat-like tread", vilken börjar med "Come, friends, who plough the sea," användes i den populära amerikanska sången "Hail, Hail, the Gang's All Here." "With cat-like tread" ingår också i soundtracket, utöver andra Gilbert och Sullivan-sånger, till filmen Triumfens ögonblick (1981), och den var också parodierad i avsnittet "HMS Yakko" i Animaniacs i en sång om valsurfing.